# Dobroč
Dobroč (allemand : Dobrotz,  hongrois : Dabar) est un village de Slovaquie situé dans la région de Banská Bystrica.

## Histoire
La première mention écrite du village date de 1393.

## Démographie

### Évolution de la population
| Année:               | 1994. | 2004.   | 2014.   | 2024.   |
| -------------------- | ----- | ------- | ------- | ------- |
| Nombre de personnes: | 714   | 680     | 642     | 598     |
| Différence:          |       | -4,76 % | -5,58 % | -6,85 % |

| Année:               | 2023. | 2024.   |
| -------------------- | ----- | ------- |
| Nombre de personnes: | 596   | 598     |
| Différence:          |       | +0,33 % |

## Environnement
Le village abrite encore dans les Monts métallifères (altitude 700 à 1000 m) une petite relique de forêt primaire européenne (100 ha, dans la forêt de Dobroč) classée en 1913 en réserve naturelle (réserve de Dobročský prales située sur les versants nord-ouest de la vallée de la Brôtovo.  100 ha. Le boisement est mixte, est dominé par le sapin pectiné (Abies alba), le hêtre (Fagus sylvatica) et l’épicéa commun (Picea abies), 3 essences secondées par l’érable sycomore (Acer pseudoplatanus), de l’érable plane (Acer platanoides), de l’orme de montagne (Ulmus glabra) et le frêne (Fraxinus excelsior). Les hêtres y atteignent 250 ans et les sapins 450 ans (épicéa : 350 ans). Même si les plus vieux arbres sont morts de vieillesse, il reste de nos jours 153 arbres de plus de 100 cm de diamètre et 12 de plus de 130 cm.